# Parafia Niepokalanego Serca Najświętszej Maryi Panny w Stobiernej
Parafia Niepokalanego Serca Najświętszej Maryi Panny w Stobiernej – parafia rzymskokatolicka znajdująca się w diecezji rzeszowskiej w dekanacie Rzeszów Północ. Erygowana w 1789 roku.
Na terenie parafii z inicjatywy ks. Mieczysława Szewczyka (proboszcza w latach 1956-1993) wybudowano również kaplicę - budynek katechetyczny - w Stobiernej - Krzywe, którą poświęcił w 1992 roku bp Kazimierz Górny, nadając tytuł pw. Bł. Józefa Sebastiana Pelczara.